# Vasile Chitu
Vasile Chitu, romunski general, * 1896, † 1968.